# Данилковская
Данилковская — деревня в Вельском районе Архангельской области. Вместе с деревнями Фёдоровская и Першинская образует поселение Раменье. Входит в состав Муравьёвского сельского поселения (муниципальное образование «Муравьёвское»).

## География
Деревня расположена в южной части Архангельской области, в таёжной зоне, в пределах северной части Русской равнины, в 22,7 километрах на север от города Вельска. Ближайшие населённые пункты: на юге деревня Фёдоровская, на востоке деревня Першинская.
Часовой пояс
Данилковская, как и вся Архангельская область, находится в часовой зоне МСК (московское время). Смещение применяемого времени относительно UTC составляет +3:00.

## Население
| 2002 | 2010 | 2012 | 2014 |
| ---- | ---- | ---- | ---- |
| 0    | ↗2   | ↘0   | →0   |

## Инфраструктура
Жилищный фонд деревни составляет 0,006 тыс. м². Объекты социальной сферы и стационарного торгового обслуживания населения на территории населённого пункта отсутствуют. Налажено автобусное транспортное сообщение с административным центром района.

## История
Указана в «Списке населённых мест по сведениям 1859 года» в составе Вельского уезда(2-го стана) Вологодской губернии под номером «2543» как «Данилковскiй Починокъ(Липуха)». Насчитывала 3 двора, 9 жителей мужского пола и 9 женского.
В материалах оценочно-статистического исследования земель Вельского уезда упомянуто, что в 1900 году в административном отношении деревня входила в состав Пакшенского сельского общества Устьвельской волости. На момент переписи в селении Данилковскiй починокъ находилось 5 хозяйств, в которых проживало 15 жителей мужского пола и 14 женского.